# USS Yarnall (DD-541)
USS Yarnall (DD-541) là một tàu khu trục lớp Fletcher được Hải quân Hoa Kỳ chế tạo trong Chiến tranh Thế giới thứ hai. Nó là chiếc tàu chiến thứ hai của Hải quân Mỹ được đặt theo tên Đại úy Hải quân John Yarnall (1786-1815), sĩ quan Hải quân từng phục vụ trong cuộc Chiến tranh 1812 và Chiến tranh Barbary thứ nhất. Nó hoạt động cho đến hết Thế Chiến II, xuất biên chế năm 1947 nhưng lại được cho tái biên chế năm 1951, tiếp tục phục vụ trong Chiến tranh Triều Tiên, rồi lại ngừng hoạt động năm 1958. Con tàu được chuyển chuyển cho Đài Loan năm 1968 và phục vụ cùng Hải quân Trung Hoa dân quốc như là chiếc ROCS Kuen Yang (DD-19/DDG-919) cho đến năm 1999. Yarnall được tặng thưởng bảy Ngôi sao Chiến trận trong Thế Chiến II, và thêm hai Ngôi sao Chiến trận khác khi phục vụ tại Triều Tiên.

## Thiết kế và chế tạo
Yarnall được đặt lườn tại xưởng tàu của hãng Bethlehem Steel Co. ở San Francisco, California vào ngày 5 tháng 12 năm 1942. Nó được hạ thủy vào ngày 25 tháng 7 năm 1943; được đỡ đầu bởi bà Earl Groves; và nhập biên chế vào ngày 30 tháng 12 năm 1943 dưới quyền chỉ huy của Hạm trưởng, Trung tá Hải quân Benjamin F. Tompkins.

## Lịch sử hoạt động
Yarnall trải qua hai tháng đầu tiên của năm 1944 tiến hành chuyến đi chạy thử máy và các cuộc thực tập huấn luyện ngoài khơi San Diego, California. Nó rời vùng bờ Tây vào đầu tháng 3, và đi đến Oahu thuộc quần đảo Hawaii vào ngày 19 tháng 3. Trong mười tuần lễ tiếp theo, nó thực hành chiến thuật bổ sung tại vùng biển chung quanh quần đảo Hawaii.

### Chiến dịch quần đảo Mariana
Vào ngày 31 tháng 5, Yarnall khởi hành từ Trân Châu Cảng cùng Đội đặc nhiệm 52.17 trong chặng đường đi ngang qua Kwajalein thuộc quần đảo Marshall để tham gia việc chiếm đóng Saipan thuộc quần đảo Mariana. Trong chiến dịch này, nó được phân về Đội hỗ trợ hỏa lực 1 dưới quyền Chuẩn đô đốc Jesse B. Oldendorf; và khi đội của nó tiến hành bắn phá chuẩn bị lên Saipan vào ngày 14 tháng 6, nó đã hộ tống cho các tàu tuần dương hạng nhẹ USS Cleveland và USS Montpelier, đồng thời đóng góp 148 quả đạn pháo 5 inch vào nỗ lực bắn phá các mục tiêu. Đến ngày đổ bộ 15 tháng 6, nó tiếp tục hỗ trợ cho Cleveland, và sang ngày hôm sau thực hiện nhiệm vụ hỗ trợ hỏa lực theo yêu cầu lần đầu tiên, giúp đẩy lui một cuộc phản công của quân Nhật và phá hủy các công sự đối phương.
Do việc một tàu ngầm Hoa Kỳ phát hiện Hạm đội Liên hợp của Hải quân Nhật Bản đang tiến về hướng quần đảo Mariana vào ngày 17 tháng 6, Yarnall cùng 20 tàu khu trục khác được tách khỏi nhiệm vụ hỗ trợ đổ bộ trực tiếp, để hộ tống bảo vệ cho lực lượng đặc nhiệm tàu sân bay nhanh. Nó gia nhập Đội đặc nhiệm 58.7, một hàng thiết giáp hạm được cấp tốc tập trung dưới quyền Chuẩn đô đốc Willis A. Lee, để chuẩn bị cho cuộc đụng độ vốn sẽ trở thành Trận chiến biển Philippines. Nó khai hỏa dàn hỏa lực phòng không lúc 05 giờ 15 phút ngày 19 tháng 6, khi một máy bay tiêm kích Mitsubishi A6M Zero tìm cách ném bom vào tàu khu trục Stockham (DD-683) rồi càn quét bằng súng máy nhắm vào Yarnall. Ba khẩu pháo chính của con tàu đã bắn trúng đích đối phương, khiến nó nổ tung và rơi xuống mạn trái phía đuôi tàu.
Khoảng sáu giờ sau đợt tấn công này, Yarnall nhận được tin tức về đợt không kích đầu tiên trong số bốn đợt quy mô lớn, mà hạm đội Nhật Bản tung ra nhằm phá vỡ cuộc tấn công của Hoa Kỳ ngoài khơi Saipan. Đến khoảng 10 giờ 45 phút, Yarnall và Stockham đụng độ với lực lượng xuất phát từ tàu sân bay đối phương, khi năm chiếc máy bay ném bom bổ nhào Aichi D3A tấn công hai chiếc tàu khu trục canh phòng. Các khẩu pháo của Yarnall nhắm vào chúng, bắn rơi một chiếc trước khi những chiếc còn lại bay đi nhắm vào các tàu chiến lớn hơn. Thông tin về đợt tấn công thứ hai đến lúc 11 giờ 10 phút, và 35 phút sau khoảng 20 máy bay đối phương tìm cách lọt qua được hàng rào phòng thủ tuần tra chiến đấu trên không của những chiếc F6F Hellcat, hướng đến họ. Yarnall nhắm vào bảy chiếc trong số chúng, bắn rơi một chiếc. Đó là hoạt động tác chiến cuối cùng trong ngày của nó; và cho dù phía Nhật Bản tung ra thêm hai đợt không kích quy mô lớn khác, các hướng tiếp cận Lực lượng Đặc nhiệm 58 của chúng không mang chúng vào tầm pháo phòng không của Yarnall.
Sang ngày 20 tháng 6, máy bay đối phương ngừng cuộc tấn công vào Lực lượng Đặc nhiệm 58; Hạm đội Nhật Bản đã rút lui về hướng Nhật Bản. Máy bay trinh sát từ tàu sân bay Hoa Kỳ chỉ phát hiện ra điều này vào cuối ngày, và lực lượng đặc nhiệm đã tung ra cuộc tấn công ở khoảng cách cực xa, giới hạn tối đa mà máy bay có thể thực hiện. Khi số máy bay này quay về khi trời tối, Yarnall đã bật các đèn pha tìm kiếm giúp các phi công quay trở về tàu sân bay của mình. Sang ngày hôm sau, chiếc tàu khu trục quay trở lại bờ biển Saipan tiếp tục làm nhiệm vụ bắn pháo theo yêu cầu hỗ trợ cho binh lính chiến đấu trên bờ. Nó tiếp tục ở lại khu vực Mariana cho đến ngày 8 tháng 7, khi nó lên đường hộ tống một đoàn tàu hướng về quần đảo Marshall. Sau khi đi đến Eniwetok vào ngày 12 tháng 7, nó được tiếp liệu, bổ sung đạn dược và nhiên liệu rồi quay trở lại Mariana vào ngày 15 tháng 7. Tại đây nó đảm nhiệm tuần tra và bảo vệ chống tàu ngầm cho đến ngày 25 tháng 7, khi nó tiến sát bờ để bắn pháo hỗ trợ cho cuộc chiếm đóng Tinian.
Yarnall luân phiên các nhiệm vụ bảo vệ và bắn phá tại khu vực Mariana cho đến ngày 16 tháng 8, khi nó lên đường quay trở về quần đảo Marshall, và ở lại Eniwetok từ ngày 20 đến ngày 29 tháng 8. Nó khởi hành cùng Đội đặc nhiệm 38.2 cho một cuộc không kích càn quét quần đảo Philippines nhằm chuẩn bị cho cuộc đổ bộ lên Leyte. Sau đó các tàu sân bay và lực lượng hộ tống rút lui về đảo san hô Ulithi để nghỉ ngơi từ ngày 1 đến ngày 6 tháng 10.

### Chiến dịch Philippines
Yarnall khởi hành cùng toàn bộ lực lượng đặc nhiệm cho một đợt càn quét kéo dài ba này xuống các căn cứ không quân của Nhật Bản tại Đài Loan. Trong chiến dịch này, nó làm nhiệm vụ canh phòng những máy bay bị rơi, bảo vệ phòng không và chống tàu ngầm cho lực lượng đặc nhiệm. Trong ngày tấn công đầu tiên, nó đã nhắm bắn vào 15 máy bay đối phương tấn công, bắn rơi hai chiếc trong số đó. Đến chiều tối, nó né tránh được một quả bom ném suýt trúng phía đuôi tàu, và thoát được mà không bị hư hại trong một vụ ném bom khác vào ngày 14 tháng 10.
Sau đó, đơn vị của Yarnall đi về phía Nam để hoạt động ngoài khơi Luzon. Nó hộ tống các tàu sân bay khi máy bay của chúng áp chế không quân đặt căn cứ trên đất liền của Nhật Bản tại khu vực phụ cận trong khi diễn ra cuộc đổ bộ lên Leyte. Trong suốt trận Hải chiến vịnh Leyte vốn đã làm thất bại ý định phản công của quân Nhật nhắm vào lực lượng Hoa Kỳ, Yarnall tiếp tục hộ tống cho các tàu sân bay khi chúng băng lên phía Bắc tiêu diệt lực lượng làm mồi nhữ của Phó đô đốc Ozawa Jisaburo, hình thành chung quanh những tàu sân bay hầu như không còn máy bay. Sau khi hoàn thành nhiệm vụ, Lực lượng Đặc nhiệm 38 được tiếp nhiên liệu ngoài biển trong các ngày 30-31 tháng 10, rồi tiếp tục không kích các căn cứ đối phương tại Luzon.
Sang đầu tháng 11, các tàu sân bay và lực lượng hộ tống rút lui về Ulithi. Các tàu khu trục lại ra khơi vào ngày 14 tháng 11 để hộ tống cho Lực lượng Đặc nhiệm 38 cho các cuộc không kích khác xuống lực lượng Nhật Bản tại Philippines. Vào ngày 23 tháng 11, nó quay trở lại Ulithi cùng Đội đặc nhiệm 38.1 để được tiếp liệu. Sang tháng 12, nó quay trở lại Philippines cùng Đội đặc nhiệm 38.1 để hỗ trợ cho cuộc đổ bộ lên Mindoro, tiếp tục gây áp lực cho không quân Nhật đặt căn cứ tại Luzon. Trong đợt này, nó thoát được cơn bão Cobra vào ngày 17 tháng 12 vốn đã nhấn chìm các tàu khu trục Hull (DD-350), Monaghan (DD-354) và Spence (DD-512). Nó quay trở về Ulithi vào ngày 24 tháng 12 và ở lại đây cho đến tháng 1 năm 1945.
Vào ngày 1 tháng 1 năm 1945, Đội đặc nhiệm 38.1 rời Ulithi để hỗ trợ trên không cho cuộc đổ bộ lên vịnh Lingayen. Máy bay của đơn vị đã tấn công Đài Loan vào các ngày 3 và 4 tháng 1, ném bom các sân bay tại Luzon vào các ngày 6 và 7 tháng 1, rồi quay trở lại không kích Đài Loan vào đúng ngày đổ bộ 9 tháng 1. Đêm hôm đó, nó tháp tùng các tàu sân bay nhanh băng qua eo biển Bashi để tiến vào Biển Đông, bắt đầu một loạt các cuộc không kích vào phạm vi phòng thủ bên trong của Nhật Bản. Không bị Hạm đội Nhật Bản ngăn trở, Lực lượng Đặc nhiệm 38 đã tung máy bay ra không kích các căn cứ đối phương tại Sài Gòn và vịnh Cam Ranh tại Đông Dương thuộc Pháp, rồi xuống Đài Loan vào ngày 15 tháng 1 cũng như xuống Hạ Môn, Sán Đầu và Hong Kong, cùng với đảo Hải Nam trong vịnh Bắc Bộ. Sang ngày 16 tháng 1, lực lượng quay trở lại Hong Kong và Hải Nam tiếp tục bắn phá, đồng thời càn quét Quảng Châu. Lực lượng rời Biển Đông qua eo biển Balintang, rồi tấn công Đài Loan và Nansei Shoto vào ngày 21 tháng 1. Okinawa là mục tiêu tiếp theo vào ngày 22 tháng 1, và Lực lượng Đặc nhiệm 38 rút lui về Ulithi hai ngày sau đó.

### Chiến dịch Iwo Jima và Okinawa
Yarnall khởi hành từ Ulithi cùng Lực lượng Đặc nhiệm 38 vào ngày 10 tháng 2, tiến hành không kích lên các đảo chính quốc Nhật Bản lần đầu tiên kể từ cuộc Không kích Doolittle huyền thoại năm 1942, nhằm hỗ trợ cho cuộc tấn công đổ bộ lên Iwo Jima. Trong hai ngày 16 và 17 tháng 2, máy bay từ tàu sân bay đã ném bom khu vực phụ cận Tokyo, và sang ngày 18 tháng 2, lực lượng quay xuống phía Nam để hỗ trợ cho binh lính Thủy quân Lục chiến đổ bộ lên Iwo Jima. Chiếc tàu khu trục làm nhiệm vụ bảo vệ các tàu sân bay khỏi các cuộc không kích và tấn công bằng tàu ngầm của đối phương, và tiếp tục ở lại khu vực quần đảo Volcano cho đến ngày 22 tháng 2, khi lực lượng đặc nhiệm đi lên phía Bắc, tiếp tục ném bom xuống khu vực Tokyo vào ngày 25 tháng 2. Sau khi gặp gỡ Đội đặc nhiệm 50.8, đơn vị hỗ trợ tiếp liệu, Lực lượng Đặc nhiệm 38 lại tung máy bay của nó ra không kích Okinawa vào ngày 1 tháng 3.
Yarnall nhận lệnh được điều động từ Đội đặc nhiệm 58.2 sang Đội đặc nhiệm 59.6 vào ngày 3 tháng 3, và thực hành tấn công cùng thành phần chính của Lực lượng Đặc nhiệm 59. Khi hoàn tất nhiệm vụ được giao trong đêm 4-5 tháng 3, nó gặp tai nạn va chạm với tàu khu trục Ringgold (DD-500), khiến Ringgold bị mất phần mũi tàu trong khi Yarnall chịu đựng một người thiệt mạng và sáu người khác bị thương. Nó được chiếc tàu kéo Molala (ATF-106) kéo quay về Ulithi, về đến nơi neo đậu vào ngày 7 tháng 3; và sang ngày 8 tháng 3, phần mũi tàu của nó bị rơi ra và đắm. Nó được lắp một mũi tàu giả tại Ulithi cho hành trình quay trở về Hoa Kỳ để được sửa chữa triệt để, rời Ulithi vào ngày 5 tháng 4, đi ngang qua Trân Châu Cảng và về đến Xưởng hải quân Mare Island, nơi nó được sửa chữa cho đến ngày 2 tháng 7.
Yarnall quay trở lại Trân Châu Cảng vào tháng 7, tiến hành các hoạt động huấn luyện tại khu vực quần đảo Hawaii cho đến khi chiến tranh kết thúc. Hai ngày sau khi Nhật Bản đầu hàng, nó lên đường đi Tokyo tham gia các hoạt động chiếm đóng sau chiến tranh, có mặt trong vịnh Tokyo vào ngày 2 tháng 9, khi buổi lễ ký kết chính thức văn kiện đầu hàng diễn ra bên trên thiết giáp hạm Missouri (BB-63). Con tàu tiếp tục ở lại khu vực Viễn Đông, hỗ trợ các hoạt động quét mìn cho đến cuối tháng 10; rồi lên đường vào ngày 31 tháng 10 cho hành trình quay trở về San Diego, California. Chiếc tàu khu trục ở lại đây trong tình trạng dự bị cho dù vẫn trong biên chế, cho đến khi được xuất biên chế vào ngày 15 tháng 1 năm 1947 và neo đậu tại San Diego cùng Hạm đội Dự bị Thái Bình Dương.

### 1950 - 1958

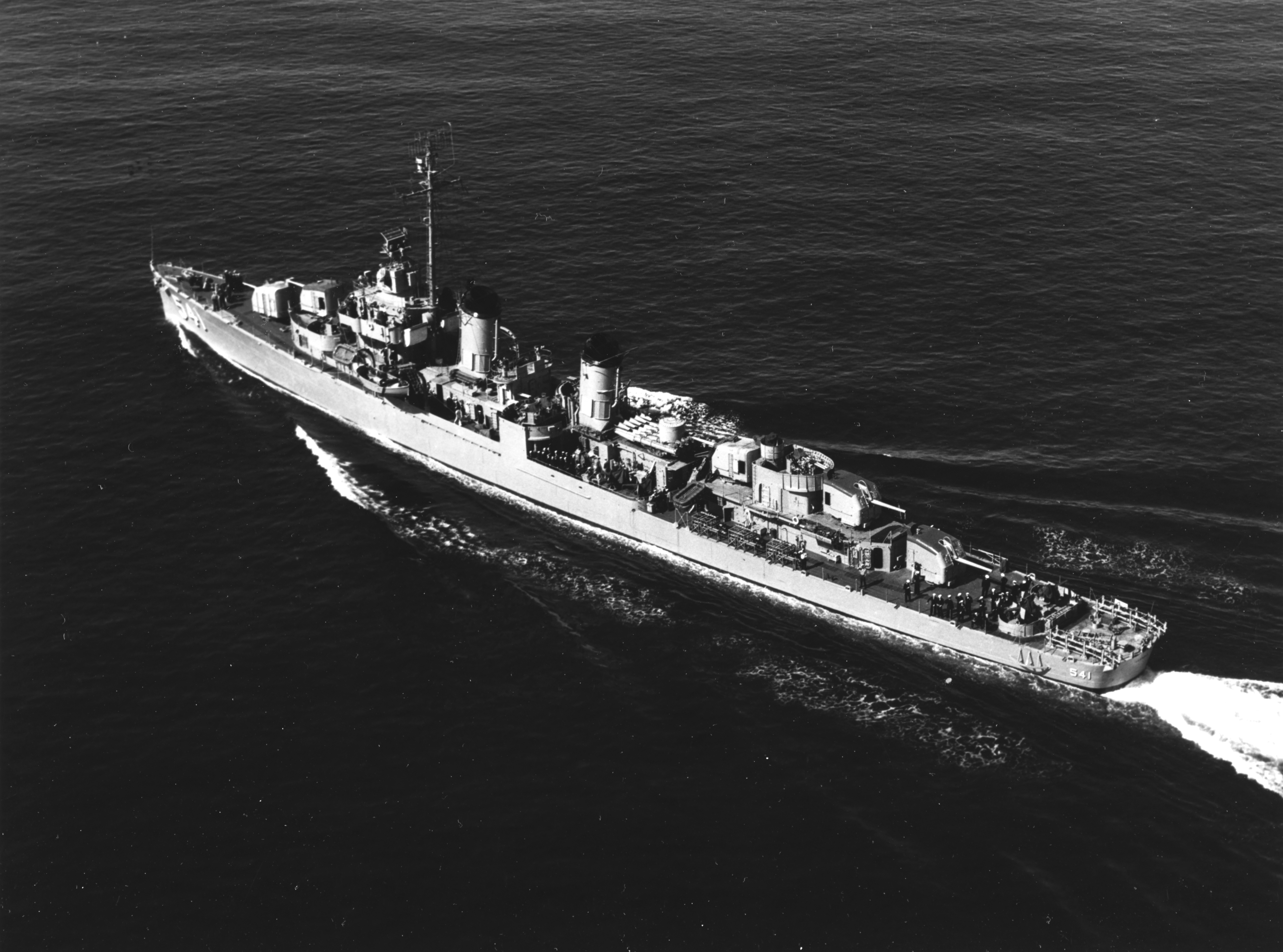
USS Yarnall vào năm 1951.

Sự kiện Chiến tranh Triều Tiên nổ ra vào tháng 6 năm 1950 khiến nhu cầu về tàu chiến của Hải quân Hoa Kỳ tăng lên đột ngột. Vì vậy Yarnall được kéo ra khỏi "hạm đội bỏ không" vào ngày 31 tháng 8 năm 1950 và được tái biên chế tại San Diego vào ngày 28 tháng 2 năm 1951. Nó trình diện để phục vụ cùng Hạm đội Thái Bình Dương vào ngày 20 tháng 3, tiến hành chạy thử máy huấn luyện và tập trận dọc theo vùng bờ Tây cho đến giữa tháng 5. Nó rời San Diego vào ngày 15 tháng 5 để đi sang Nhật Bản, đi ngang qua Trân Châu Cảng, và đi đến Yokosuka vào ngày 7 tháng 6. Nó lên đường ba ngày sau đó để đi sang khu vực chiến sự tại vùng biển ngoài khơi Triều Tiên, dành hầu hết thời gian để hộ tống bảo vệ Lực lượng Đặc nhiệm 77, lực lượng tàu sân bay nhanh, nhưng thỉnh thoảng đã áp sát bờ biển để bắn pháo hỗ trợ cho lực lượng Liên Hợp Quốc chiến đấu trên bờ. Nhiệm vụ bị ngắt quãng bởi những đợt nghỉ ngơi và tiếp liệu tại Yokosuka, Okinawa và Cơ Long, Đài Loan. Vào tháng 8, nó phục vụ một giai đoạn ngắn để tuần tra eo biển Đài Loan trước khi quay lại khu vực chiến sự Triều Tiên trong tháng 9.
Lượt phục vụ đầu tiên tại Triều Tiên kết thúc vào ngày 8 tháng 12, khi Yarnall rời Yokosuka, đi ngang qua đảo san hô Midway và Trân Châu Cảng để quay về San Diego, đến nơi vào ngày 21 tháng 12. Nó chuyển đến Xưởng hải quân Long Beach để đại tu vào đầu năm 1952, hoàn tất vào đầu mùa Hè, rồi quay lại San Diego vào ngày 11 tháng 6. Chiếc tàu khu trục lại lên đường đi sang khu vực Tây Thái Bình Dương một tháng sau đó, đi ngang qua Trân Châu Cảng và Midway, đi đến Yokosuka vào ngày 6 tháng 8. Nó khởi hành vào ngày 8 tháng 8, ghé qua Sasebo vào các ngày 10 và 11 tháng 8, để rồi lại hướng sang Triều Tiên. Con tàu lại hoạt động cùng Lực lượng Đặc nhiệm 77, hộ tống tàu sân bay và tham gia bắn phá bờ biển, nhất là tại khu vực thành phố cảng Wonsan đang bị bao vây. Giống như lượt bố trí trước đây, nó luân phiên nhiệm vụ tại vùng biển Triều Tiên với những lượt ghé các cảng Nhật Bản để bảo trì, sửa chữa và nghỉ ngơi. Đến tháng 11, nó hoạt động tuần tra eo biển Đài Loan trước khi quay trở lại cùng Lực lượng Đặc nhiệm 77. Nó hoàn tất lượt phục vụ Triều Tiên thứ hai vào ngày 30 tháng 1 năm 1953, khởi hành từ Sasebo để quay về Hoa Kỳ ngang qua Midway và Trân Châu Cảng, và về đến San Diego vào ngày 16 tháng 2.
Đang khi Yarnall được luân phiên nghỉ ngơi, cuộc xung đột tạm thời kết thúc sau khi Thỏa thuận ngừng bắn Triều Tiên được ký kết vào ngày 27 tháng 7 năm 1953. Tuy nhiên con tàu vẫn được điều động hàng năm sang Viễn Đông, thường xuyên hoạt động cùng Lực lượng Đặc nhiệm 77 tại vùng biển Triều Tiên, xen kẻ với những hoạt động tại chỗ ngoài khơi San Diego cho đến tháng 9 năm 1958, khi con tàu được cho xuất biên chế, và neo đậu trong thành phần dự bị tại Stockton, California.

### Phục vụ Hải quân Trung Hoa Dân Quốc
Con tàu được chuyển cho chính phủ Trung Hoa dân quốc (Đài Loan) mượn vào ngày 10 tháng 6 năm 1968, và phục vụ cùng Hải quân Trung Hoa Dân quốc như là chiếc ROCN Kun Yang (DD-19). Nó được hoàn trả cho Hoa Kỳ trên danh nghĩa vào năm 1974, rút khỏi danh sách Đăng bạ Hải quân Hoa Kỳ vào ngày 25 tháng 1 năm 1974, rồi được bán lại cho Đài Loan. Kun Yang ngừng hoạt động vào ngày 16 tháng 10 năm 1999.

## Phần thưởng
Yarnall được tặng thưởng bảy Ngôi sao Chiến trận do thành tích phục vụ trong Thế Chiến II, và được tặng thêm hai Ngôi sao Chiến trận khác khi phục vụ tại Triều Tiên.